# 28 de l'Àguila
28 de l'Àguila (28 Aquilae) és una estrella de la constel·lació de l'Àguila. Té una magnitud aparent de 5,53. Sembla que és un sistema triple, variable del tipus δ Scuti.